# Focke-Wulf Fw 55
Il Focke-Wulf Fw 55 fu un monomotore monoplano da addestramento ad ala alta sviluppato dall'azienda aeronautica tedesca Focke-Wulf Flugzeugbau AG nei primi anni trenta.
Sviluppo migliorativo dell'Albatros Al 102, che la Focke-Wulf aveva continuato a produrre dopo l'acquisizione dell'Albatros Flugzeugwerke GmbH, venne prodotto in piccola serie venendo adottato sia dalle scuole di volo civili che da quelle della Luftwaffe.

## Versioni
Fw 55 L
versione "terrestre" (L da Land).
Fw 55 W
versione idrovolante a scarponi (W da Wasser, acqua)

## Utilizzatori
Germania
- Luftwaffe
  - Deutsche Versuchsanstalt für Luftfahrt (DVL)
  - Deutsche Verkehrsfliegerschule (DVS)